# Pijavice (Višegrad, BiH)
Pijavice su naseljeno mjesto u općini Višegrad, Republika Srpska, BiH.

## Stanovništvo
Nacionalni sastav stanovništva 1991. godine, bio je sljedeći:
| Narod       | Broj stanovnika |
| ----------- | --------------- |
| Srbi        | 52              |
| Muslimani   | 50              |
| Jugoslaveni | 1               |
| Ukupno      | 103             |